# Час пик 2
«Час пик 2» (англ. Rush Hour 2) — американский комедийный боевик, вышедший в 2001 году. Режиссёром картины является Бретт Ратнер. В главных ролях — Джеки Чан и Крис Такер.

## Сюжет
События начинаются в Гонконге, где инспектор Ли показывает своему новому другу Картеру достопримечательности родного города. Неожиданно они узнают о взрыве в здании американского посольства. Ли назначают вести расследование, и Картер решает помочь ему в этом. Дело приобретает сложный оборот, когда выясняется, что с ним связан бывший полицейский, а ныне криминальный авторитет и контрабандист Рикки Тан, который был напарником отца Ли.
Ли и Картер выходят на опасную преступницу по имени Ю Ли. Ли дерется с Ю Ли, пытаясь её задержать, но ей удается отбиться и скрыться. Вскоре в здании полиции происходит теракт, после которого Ли и Картер уже независимо друг от друга (Ли думал, что Картер погиб) выходят на Рикки Тана, находящегося на своей яхте. Он ругает Ю Ли, которая работает на него, а затем просит защиты у Ли, но Ю Ли стреляет в Рикки, и он падает в воду. Картер видит на яхте миллиардера Стивена Рейна и подозревает его в причастности к происходящему. Инспектора Ли отстраняют от дела, но напарники решают продолжить расследование уже в США.
При щекотливых обстоятельствах они знакомятся с очаровательным и опасным агентом Секретной службы США Изабеллой Молина, от которой узнают о том, что контрабанда — фальшивые деньги. Преступники заполучили клише и печатают новые, трудноотличимые фальшивые банкноты. Ли и Картер вновь настигают Ю Ли, но попадаются в ловушку. Оказывается, что Изабелла заодно с Ю Ли. Героев вырубают, связывают и бросают в машину с фальшивыми деньгами в статуях. Ли, который явно неравнодушен к Изабелле, считает, что она работает под прикрытием и внедрена к преступникам, и именно благодаря ей они все ещё живы. Напарники сбегают и оказываются в Лас-Вегасе. Все ниточки ведут их в казино «Красный дракон», которым заправляет Стивен Рейн. Там Ли вновь сталкивается с Изабеллой. Она рассказывает, что клише в казино, и предлагает ему пробраться в пентхаус и выкрасть их. Пока Картер отвлекает на себя посетителей и часть охраны, Ли один пытается обойти охрану и найти клише, но его обнаруживают, и Ли с боем уходит от охраны. В коридоре он сталкивается с Ю Ли и дерётся с ней, но она вырубает его мощным ударом ноги, после чего засовывает Ли в рот бомбу, а затем заклеивает его скотчем и ведёт связанного инспектора в комнату, где, к его удивлению, сидят живой Рикки Тан — главный организатор всей аферы, и агент Изабелла Молина. Тан уходит, оставляя Ли в распоряжении своей верной помощницы Ю Ли, которая собирается пытать связанного героя, а затем взорвать бомбу, находящуюся в заклеенном рту пленника. Но Изабелла Молин неожиданно спасает Ли, вступая в бой со злодейкой, а Ли отбивается от охранников. В ходе боя Ли падает прямо в помещение с игровыми столами, где вовсю азартно разыгрался Картер. Молина дерется с Ю Ли и выбрасывает пульт от бомбы, но Ю Ли подстреливает её, а затем находит пульт. Картер сдирает скотч со рта друга, и Ли выплевывает бомбу, которая взрывается, не причиняя никому вреда. После этого Ли прорывается к пентхаусу, встретив в лифте раненую Изабеллу. Посетители убегают из казино, а Картер побеждает Ю Ли. Тан убивает предавшего его Стивена Рейна, собиравшегося забрать клише, но потом Ли практически случайно убивает его. Израненная Ю Ли совершает самоубийство (подрывает бомбу), однако Ли и Картер спасаются, выпрыгнув в окно. В аэропорту Ли прощается с Изабеллой, и она целует его. Ли и Картер решают лететь в Нью-Йорк, и Картер признается другу, что оставил себе несколько фальшивых купюр и успел их «отмыть» в казино «Цезарь».

## В ролях
| Актёр                  | Роль                                   |
| ---------------------- | -------------------------------------- |
| Джеки Чан              | главный инспектор Ли                   |
| Крис Такер             | детектив Джеймс Картер                 |
| Джон Лоун              | Рики Тан                               |
| Чжан Цзыи              | Ю Ли                                   |
| Розелин Санчес         | агент секретной службы Изабелла Молина |
| Алан Кинг              | Стивен Рейн                            |
| Харрис Юлин            | агент секретной службы Стерлинг        |
| Кеннет Цан             | капитан гонконгской полиции Чинь       |
| Лиза Лоцицеро          | секретарь                              |
| Мей Меланкон           | девушка в машине                       |
| Мэгги Кью              | девушка в машине                       |
| Дон Чидл               | Кенни (в титрах не указан)             |
| Одри Куок              | жена Кенни                             |
| Джоэл Маккиннон Миллер | Текс                                   |
| Сол Рубинек            | работник казино                        |
| Джереми Пивен          | продавец Versace                       |

## Удалённые сцены
Из фильма были вырезаны следующие сцены:
- Картер предлагает Ли освежить дыхание перед тем, как они зайдут в караоке-бар.
- Картер разговаривает по телефону с капитаном Диэлем в офисе Ли в гонконгском полицейском участке.
- Картер в самолёте громко поет песню Стиви Уандера, и бортпроводник просит его прекратить пение.
- Более длительная сцена того, как Картер и Ли пытаются избавиться от бомбы: они кидают её в лифт, но женщина, не зная, что это такое, поднимает её.
- Также существует альтернативная версия сцены в грузовике по пути в Лас-Вегас: деньги спрятаны в деревянных контейнерах, а Картер и Ли не связаны.

## Гонорары
- Джеки Чан — $ 15 000 000 + % от сборов (≈ $ 5 000 000)
- Крис Такер — $ 20 000 000
- Бретт Ратнер — $ 5 000 000